# Zvotoky

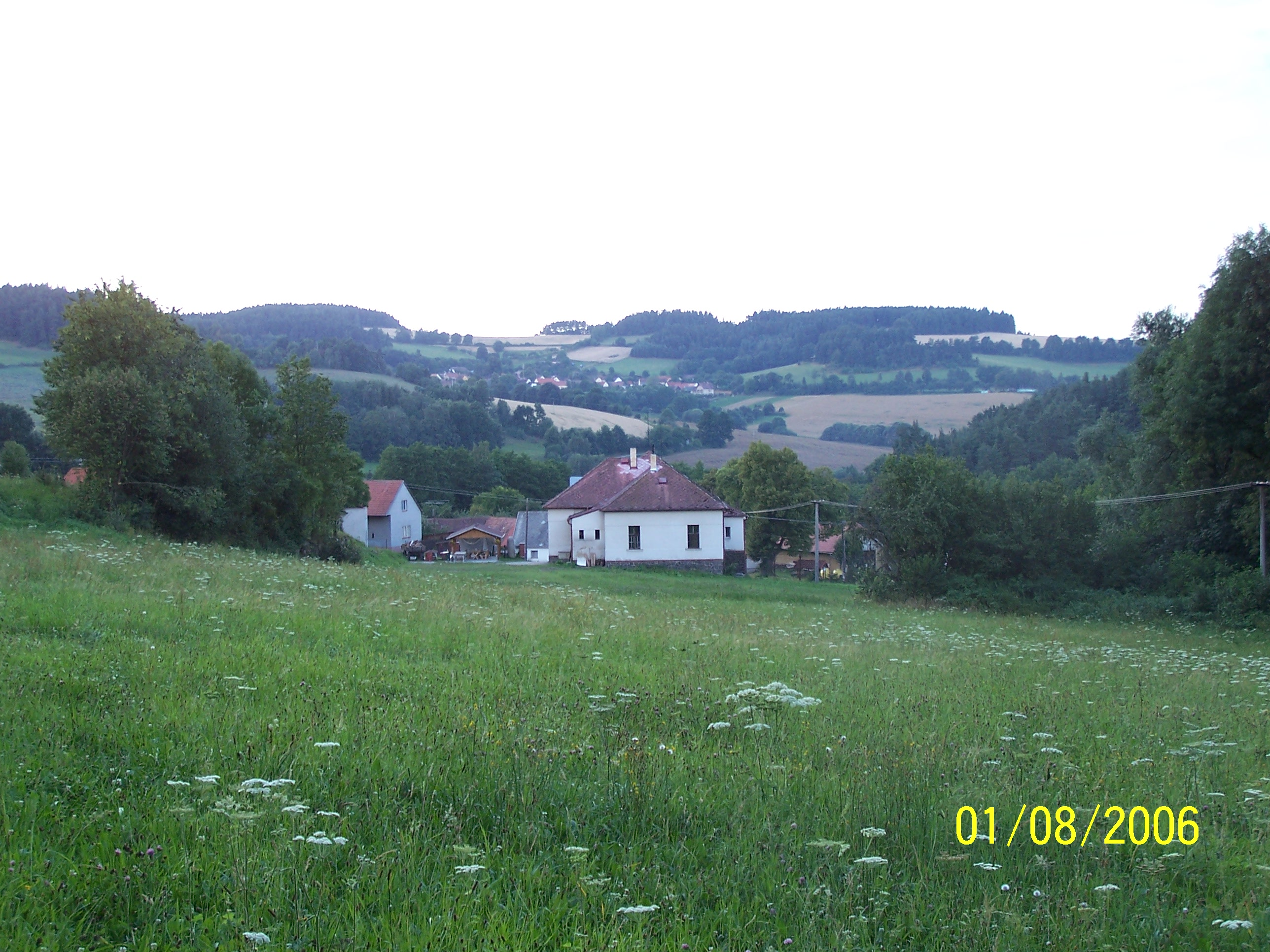
Ortsansicht

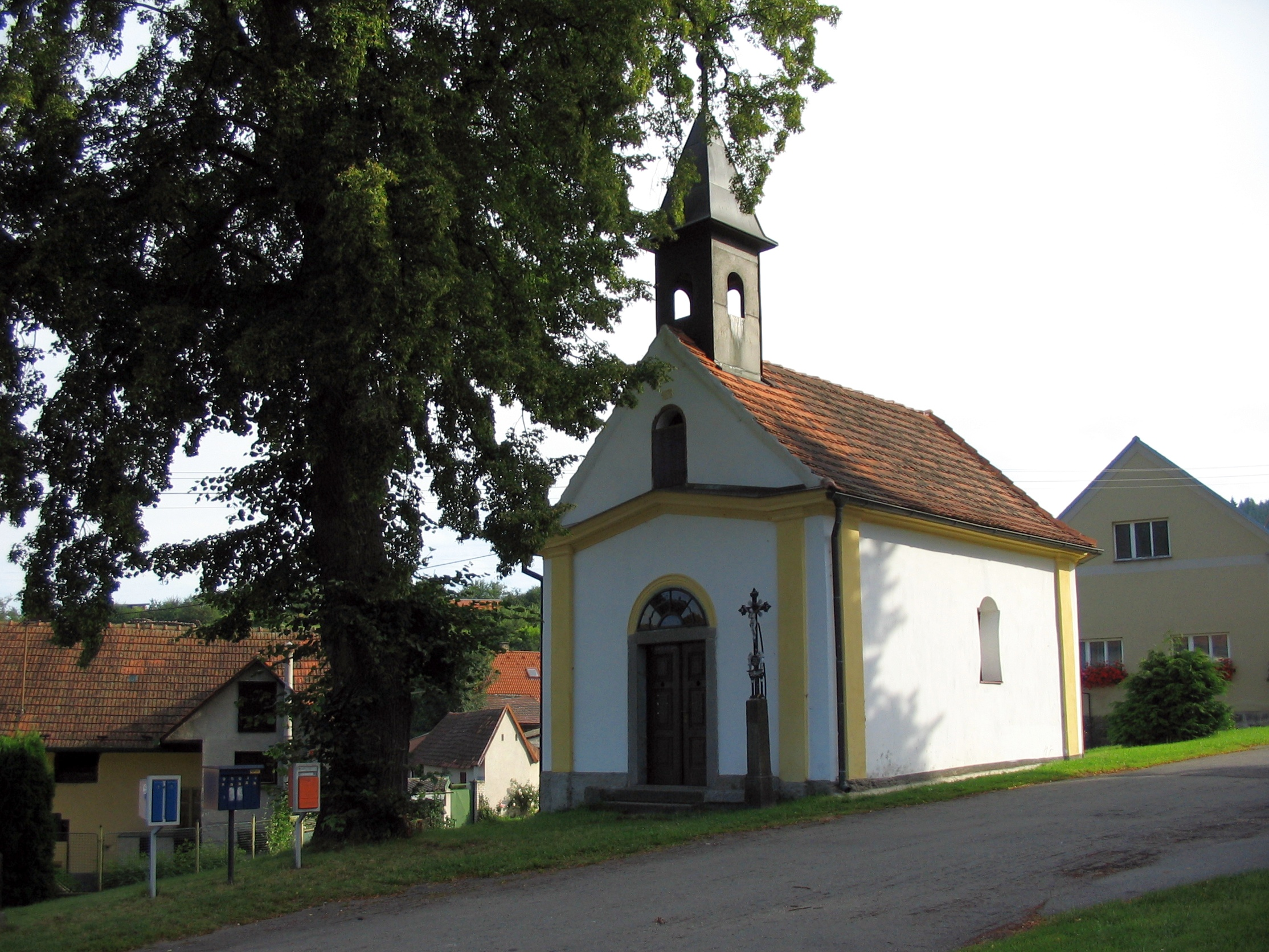
Kapelle des hl. Schutzengel

Zvotoky (deutsch Swotok) ist eine Gemeinde in Tschechien. Sie liegt zwölf Kilometer südwestlich von Strakonice in Südböhmen und gehört zum Okres Strakonice.

## Geographie

### Geographische Lage
Zvotoky befindet sich im Vorland des Böhmerwaldes. Das Dorf liegt rechtsseitig des Baches Novosedelský potok, der hier auch Kolčava genannt wird, in einem Kessel am Zusammenfluss dreier kleinerer Bäche zum Zvotocký potok. Nördlich erhebt sich der Tyterec (620 m), im Osten der Mladotický vrch (703 m) und die Hůrka (676 m), südlich die Hora (610 m) und Hůrka (626 m), im Westen der Bloudím (685 m) und die Na Mštětíně (714 m), sowie nordwestlich der Dubovec (646 m).

### Gemeindegliederung
Für die Gemeinde Zvotoky sind keine Ortsteile ausgewiesen. Zu Zvotoky gehört die Ansiedlung Předměstí.

### Nachbargemeinden
Nachbarorte sind Ohrazenice und Tažovice im Norden, Skalice, Dřetiny, Milčice und Kraselov im Nordosten, Mladotice, Škrobočov und Zahorčice im Osten, Jetišov, Hodějov und Němčice im Südosten, Hoslovice, Smítka und Nová Ves im Süden, Prachař und Strašice im Südwesten, Předměstí, Soběšice und Bukovník im Westen sowie Mačice, Vojnice und Škůdra im Nordwesten.

## Geschichte
Die erste schriftliche Erwähnung des Dorfes erfolgte am 18. Oktober 1045 in einer Schenkungsurkunde Herzog Břetislavs I. an das Stift Breunau. Zwischen dem 14. und 15. Jahrhundert gehörte Zvotoky zu den Besitzungen der Herrschaft Winterberg. Später wurde das Dorf zwischen den Herrschaften Strakonitz und Wolin sowie dem Gut Dobrz aufgeteilt. Im Laufe der Zeit erfolgte noch eine weitere Teilung, so dass Zvotoky letztlich zwischen vier Grundherren geteilt war.
Im Jahre 1840 bestand Swotok bzw. Swobotok/Zwotok aus 44 Häusern mit 260 Einwohnern. Davon gehörten 15 Häuser zur Herrschaft Strakonitz, 14 zur Herrschaft Wolin, acht zum Gut Niemtschitz und sieben zum Gut Wolenitz. Pfarrort war Wolenitz. Bis zur Mitte des 19. Jahrhunderts blieb das Dorf immer zwischen vier Herrschaften geteilt. Die Bewohner lebten von der Landwirtschaft, die jedoch wegen der steinigen Äcker wenig ertragreich blieb.
Nach der Aufhebung der Patrimonialherrschaften wurde Zvokotoky/Swotok vereinigt und bildete ab 1850 einen Ortsteil der Gemeinde Skudra in der Bezirkshauptmannschaft  und dem Gerichtsbezirk Strakonice. Seit dem Beginn des 20. Jahrhunderts wird Zvotoky als amtlicher Ortsname verwendet. Im Jahre 1909 löste sich Zvotoky von Škůdra los und bildete eine eigene Gemeinde. 1920 wurde eine Schule eingerichtet, im Jahre 1928 wurde ein eigenes Schulhaus eingeweiht. Der Granitbruch am Tyterec, in dem hochwertiger Blauer Granit gewonnen wurde, bildete für etliche Einwohner die Quelle des Lebensunterhalts. 1964 wurde das Dorf erneut nach Škůdra eingemeindet und am 1. April 1976 mit diesem zusammen nach Strašice. Nach einem Referendum löste sich Zvotoky am 24. November 1990 wieder von Strašice los und bildete eine eigene Gemeinde. 18 Häuser des Dorfes dienen heute als Feriendomizile.

## Kultur und Sehenswürdigkeiten
- Kapelle des hl. Schutzengel auf dem Dorfplatz, errichtet Ende des 18. Jahrhunderts
- Mehrere Wegkreuze aus dem 19. Jahrhundert
- Abgesoffener Steinbruch am Osthang des Tyterec, hier wurde früher ein blauer Granit gewonnen